# (3479) Malaparte
(3479) Malaparte es un asteroide perteneciente al cinturón de asteroides, descubierto el 3 de octubre de 1980 por Zdeňka Vávrová desde el Observatorio Kleť, České Budějovice, República Checa.

## Designación y nombre
Designado provisionalmente como 1980 TQ. Fue nombrado Malaparte en honor al escritor italiano Curzio Malaparte.